# Hadli, Malavalli
Hadli là một làng thuộc tehsil Malavalli, huyện Mandya, bang Karnataka, Ấn Độ.